# Campeonato Sudamericano de Voleibol Femenino de 2007
La XXVI edición del Campeonato Sudamericano de Voleibol Femenino se llevó a cabo del 26 al 30 de septiembre de 2007 en la ciudad de Rancagua en Santiago de Chile, Chile. El torneo contó con la participación de 8 equipos nacionales sudamericanos que compitieron por un cupo para la Gran Copa de Campeones de Voleibol de 2008.

## Equipos participantes
- Argentina
- Brasil
- Chile
- Colombia
- Paraguay
- Perú
- Uruguay
- Venezuela

## Grupos
| Grupo A   | Grupo B  |
| --------- | -------- |
| Brasil    | Perú     |
| Venezuela | Uruguay  |
| Argentina | Chile    |
| Colombia  | Paraguay |

## Primera fase

### Grupo A
| Pos | Equipo    | PJ | PG | PP | SF | SC | PTS | Ratio |
| --- | --------- | -- | -- | -- | -- | -- | --- | ----- |
| 1   | Brasil    | 3  | 3  | 0  | 9  | 0  | 9   | 1.829 |
| 2   | Venezuela | 3  | 2  | 1  | 6  | 5  | 5   | 0.948 |
| 3   | Argentina | 3  | 1  | 2  | 5  | 7  | 4   | 0.968 |
| 4   | Colombia  | 3  | 0  | 3  | 1  | 9  | 0   | 0.669 |

Resultados
| Fecha            | Encuentro             | Resultado | Set   | Set   | Set   | Set   | Set   | Puntuación total |
| Fecha            | Encuentro             | Resultado | 1     | 2     | 3     | 4     | 5     | Puntuación total |
| ---------------- | --------------------- | --------- | ----- | ----- | ----- | ----- | ----- | ---------------- |
| 26 de septiembre | Venezuela - Argentina | 3-2       | 23:25 | 25:22 | 12:25 | 25:18 | 15:11 | 100-101          |
| 26 de septiembre | Brasil - Colombia     | 3-0       | 25:13 | 25:06 | 25:14 |       |       | 75-33            |
| 27 de septiembre | Argentina - Colombia  | 3-1       | 25:11 | 25:18 | 22:25 | 26:24 |       | 98-78            |
| 27 de septiembre | Brasil - Venezuela    | 3-0       | 25:10 | 25:17 | 25:17 |       |       | 75-44            |
| 28 de septiembre | Brasil - Argentina    | 3-0       | 25:20 | 25:12 | 25:14 |       |       | 75–46            |
| 28 de septiembre | Venezuela - Colombia  | 3-0       | 25–12 | 25–21 | 25–22 |       |       | 75–55            |

### Grupo B
| Pos | Equipo   | PJ | PG | PP | SG | SP | PTS | RATIO |
| --- | -------- | -- | -- | -- | -- | -- | --- | ----- |
| 1   | Perú     | 3  | 3  | 0  | 9  | 0  | 9   | 1.829 |
| 2   | Uruguay  | 3  | 2  | 1  | 6  | 4  | 6   | 1.067 |
| 3   | Chile    | 3  | 1  | 2  | 4  | 6  | 3   | 0.922 |
| 4   | Paraguay | 3  | 0  | 3  | 0  | 3  | 0   | 0.649 |

Resultados
| Fecha            | Encuentro          | Resultado | Set   | Set   | Set   | Set   | Set | Puntuación total |
| Fecha            | Encuentro          | Resultado | 1     | 2     | 3     | 4     | 5   | Puntuación total |
| ---------------- | ------------------ | --------- | ----- | ----- | ----- | ----- | --- | ---------------- |
| 26 de septiembre | Perú - Uruguay     | 3-0       | 25:19 | 25:19 | 25:19 |       |     | 75-57            |
| 26 de septiembre | Chile - Paraguay   | 3-0       | 25:12 | 25:21 | 25:18 |       |     | 75-51            |
| 27 de septiembre | Perú - Paraguay    | 3-0       | 25:17 | 25:15 | 25:07 |       |     | 75-39            |
| 27 de septiembre | Uruguay - Chile    | 3-1       | 25:22 | 17:25 | 25:21 | 25:11 |     | 92-79            |
| 28 de septiembre | Uruguay - Paraguay | 3-0       | 25:22 | 25:20 | 25:14 |       |     | 75–56            |
| 28 de septiembre | Perú - Chile       | 3-0       | 25:16 | 25:19 | 25:12 |       |     | 75–47            |

## Final 5° al 8° puesto
|  | Semifinales | Semifinales |   |       | 5° puesto | 5° puesto |  |
|  |             |             |   |       |           |           |  |
|  |             |             |   |       |           |           |  |
|  |             |             |   |       |           |           |  |
|  | Argentina   | 3           |   |       |           |           |  |
|  | Paraguay    | 0           |   |       |           |           |  |
|  |             |             |   |       |           |           |  |
|  |             |             |   |       |           |           |  |
|  |             |             |   |       | Argentina | 3         |  |
|  |             | Colombia    | 0 |       |           |           |  |
|  |             |             |   |       |           |           |  |
|  |             |             |   |       |           |           |  |
|  |             |             |   |       | 7º puesto |           |  |
|  |             |             |   |       |           |           |  |
|  | Colombia    | 3           |   | Chile | 3         |           |  |
|  | Chile       | 0           |   |       | Paraguay  | 1         |  |

### Resultados
| Fase            | Fecha    | Encuentro            | Resultado | Set   | Set   | Set   | Set   | Set | Puntuación total |
| Fase            | Fecha    | Encuentro            | Resultado | 1     | 2     | 3     | 4     | 5   | Puntuación total |
| --------------- | -------- | -------------------- | --------- | ----- | ----- | ----- | ----- | --- | ---------------- |
| 5° al 7° Puesto | 29-07-18 | Argentina - Paraguay | 3-0       | 25:13 | 25:16 | 25:15 |       |     | 75-44            |
| 5° al 7° Puesto | 29-07-18 | Colombia - Chile     | 3-0       | 25:17 | 30:28 | 25:14 |       |     | 80-59            |
| 7° lugar        | 30-07-18 | Chile - Paraguay     | 3-1       | 13:25 | 26:24 | 25:23 | 25:20 |     | 89-92            |
| 5° lugar        | 30-07-18 | Argentina - Colombia | 3-0       | 25:16 | 25:11 | 25:19 |       |     | 75-46            |

## Cuadro final
|  | Semifinales | Semifinales |   |           | Final     | Final |  |
|  |             |             |   |           |           |       |  |
|  |             |             |   |           |           |       |  |
|  |             |             |   |           |           |       |  |
|  | Perú        | 3           |   |           |           |       |  |
|  | Venezuela   | 0           |   |           |           |       |  |
|  |             |             |   |           |           |       |  |
|  |             |             |   |           |           |       |  |
|  |             |             |   |           | Brasil    | 3     |  |
|  |             | Perú        | 0 |           |           |       |  |
|  |             |             |   |           |           |       |  |
|  |             |             |   |           |           |       |  |
|  |             |             |   |           | 3º puesto |       |  |
|  |             |             |   |           |           |       |  |
|  | Brasil      | 3           |   | Venezuela | 3         |       |  |
|  | Uruguay     | 0           |   |           | Uruguay   | 0     |  |

## Semifinal
Las semifinales fueron disputadas de la siguiente manera: 1° Grupo A vs. 2° Grupo B; 1° Grupo B vs. 2° Grupo A.
| Fecha            | Encuentro        | Resultado | Set   | Set   | Set   | Set | Set | Puntuación total |
| Fecha            | Encuentro        | Resultado | 1     | 2     | 3     | 4   | 5   | Puntuación total |
| ---------------- | ---------------- | --------- | ----- | ----- | ----- | --- | --- | ---------------- |
| 29 de septiembre | Perú - Venezuela | 3-0       | 25:20 | 25:22 | 25:19 |     |     | 75-61            |
| 29 de septiembre | Brasil - Uruguay | 3-0       | 25:08 | 25:15 | 25:12 |     |     | 75-35            |

## Tercer lugar
Disputada por los equipos perdedores de la fase semifinal.
| Fecha            | Encuentro           | Resultado | Set   | Set   | Set   | Set | Set | Puntuación total |
| Fecha            | Encuentro           | Resultado | 1     | 2     | 3     | 4   | 5   | Puntuación total |
| ---------------- | ------------------- | --------- | ----- | ----- | ----- | --- | --- | ---------------- |
| 30 de septiembre | Venezuela - Uruguay | 3-0       | 25-09 | 25-19 | 25-15 |     |     | 75-43            |

## Final
Se enfrentaron los equipos ganadores de la fase semifinal.
| Fecha            | Encuentro     | Resultado | Set   | Set   | Set   | Set | Set | Puntuación total |
| Fecha            | Encuentro     | Resultado | 1     | 2     | 3     | 4   | 5   | Puntuación total |
| ---------------- | ------------- | --------- | ----- | ----- | ----- | --- | --- | ---------------- |
| 30 de septiembre | Brasil - Perú | 3-0       | 25:20 | 25:17 | 25:15 |     |     | 75-52            |

| Brasil            |
| Campeón           |
| BRASIL 15º título |

## Clasificación final
| Pos | Equipo    |
| --- | --------- |
| 1   | Brasil    |
| 2   | Perú      |
| 3   | Venezuela |
| 4   | Uruguay   |
| 5   | Argentina |
| 6   | Colombia  |
| 7   | Chile     |
| 8   | Paraguay  |

## Distinciones individuales
| Distinción      | Nombre            | Equipo    |
| --------------- | ----------------- | --------- |
| MVP             | Paula Pequeno     | Brasil    |
| Mejor Anotadora | Paula Pequeno     | Brasil    |
| Mejor Ataque    | Sheilla Castro    | Brasil    |
| Mejor Bloqueo   | Yulissa Zamudio   | Perú      |
| Mejor Servicio  | Walewska Oliveira | Brasil    |
| Mejor Armadora  | Helia Souza       | Brasil    |
| Mejor Recepción | Desiree Glod      | Venezuela |
| Mejor Defensa   | Vanessa Palacios  | Perú      |
| Mejor Líbero    | Fabi              | Brasil    |